# توهو (آلة موسيقية)
التوهو (土胡؛ بينيين: tǔhú) هي آلة وترية تستعمل مع قوس وتنتمي لعائلة آلات هوكين. تستعملها بشكل أساسي المجموعات العرقية بجنوب الصين باستثناء شعب الهان ويستعملها بالتحديد شعب تشوانغ القاطنين بمقاطعة قوانغشي، وتعتبر من بين مجموعة آلات بايين (八音، حرفيا "الأصوات الثمانية") المستخدمة بالمنطقة. تستعمل الآلة أيضا بمقاطعة يونان وبالضبط في محافظات فونينغ، وينشان شوانغ، ومياو المستقلة ذاتيا.
يصنع الجزء الرنان بالآلة من ثمرة الكلاباش الخياري وتغطى بجلد الأفعى في القسم الذي يعزف عليه، كما أن لها وترين. تحمل آلة التوهو عموديا وتصدر نوتات أكثر انخفاضا من آلة الماغوهو الوترية الصينية التي قد تعزف معها أحيانا.

## وصلات خارجية
- صفحة التوهو (الصينية)